# Barricadenplein

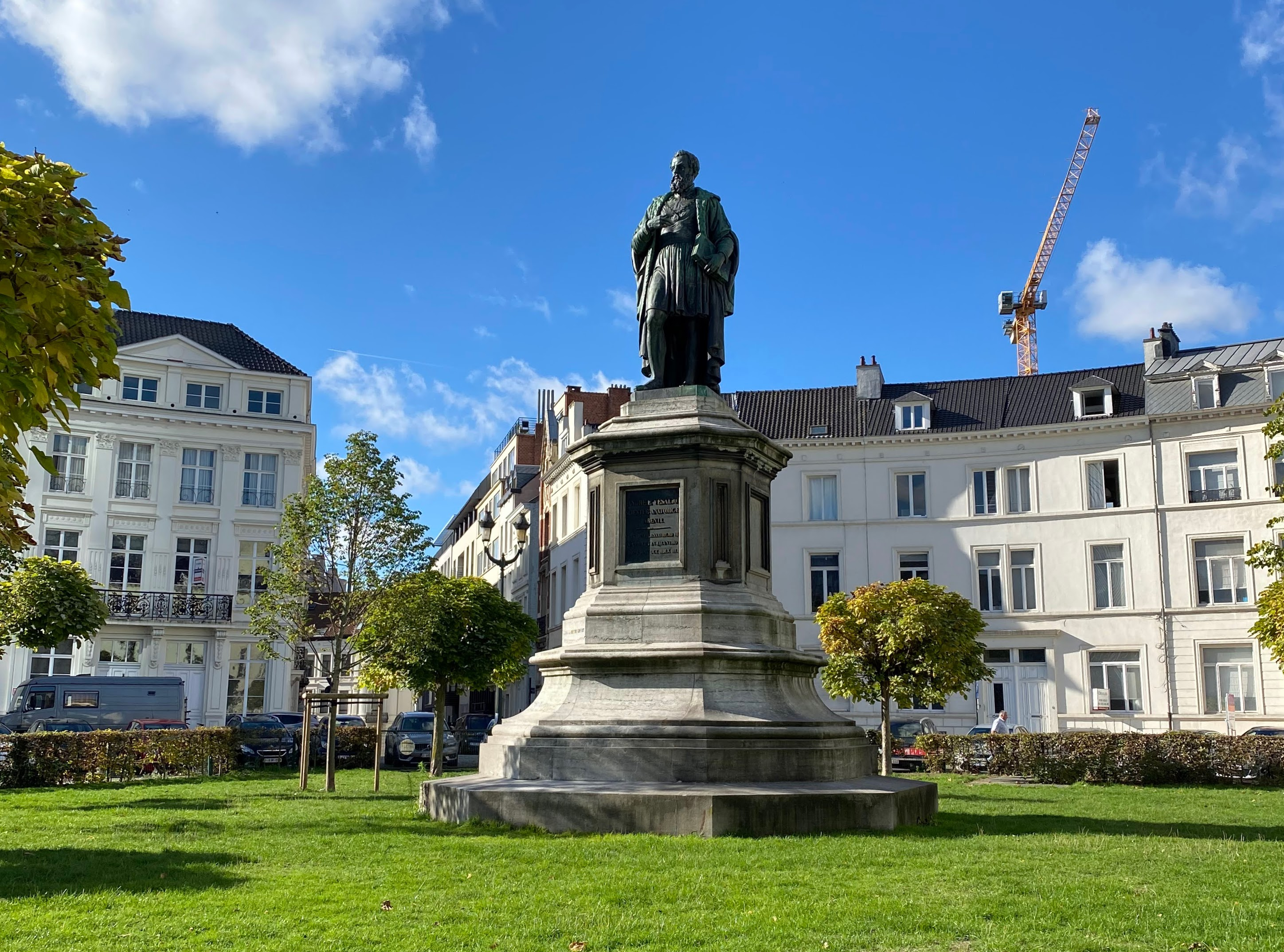
Het Barricadenplein

Het Barricadenplein (Frans: Place des Barricades) is een rond neoklassiek plein in Brussel, gelegen in het noordoosten van de Vijfhoek, vlak naast de Kleine Ring. Sinds 1988 is het geheel beschermd.

## Geschiedenis

### Aanleg
Het plein werd in 1824-1828 aangelegd op een zavelterrein net buiten de voormalige stadsmuren. Jean-Baptiste Vifquain, die op de geslechte omwalling groene wandelboulevards uittekende, verliet hier het afbuigende tracé van de wallen om rechte lanen te verkrijgen. De vrije hoekruimte tussen wallen en lanen liet hij nivelleren en op het terrein creëerde hij een rond plein van 60 meter in doorsnee. Dit neoklassieke Oranjeplein, genaamd naar de toenmalige koning, was volledig geplaveid zonder enig obstakel. Vier straten sloten er radiaal op aan: de Zavelput, de Onze-Lieve-Vrouw-ter-Sneeuwstraat (vanaf 1874 Omwentelingsstraat), de Noordstraat en de Van Orleystraat. Aan de kant van de boulevards was de cirkel open gelaten.

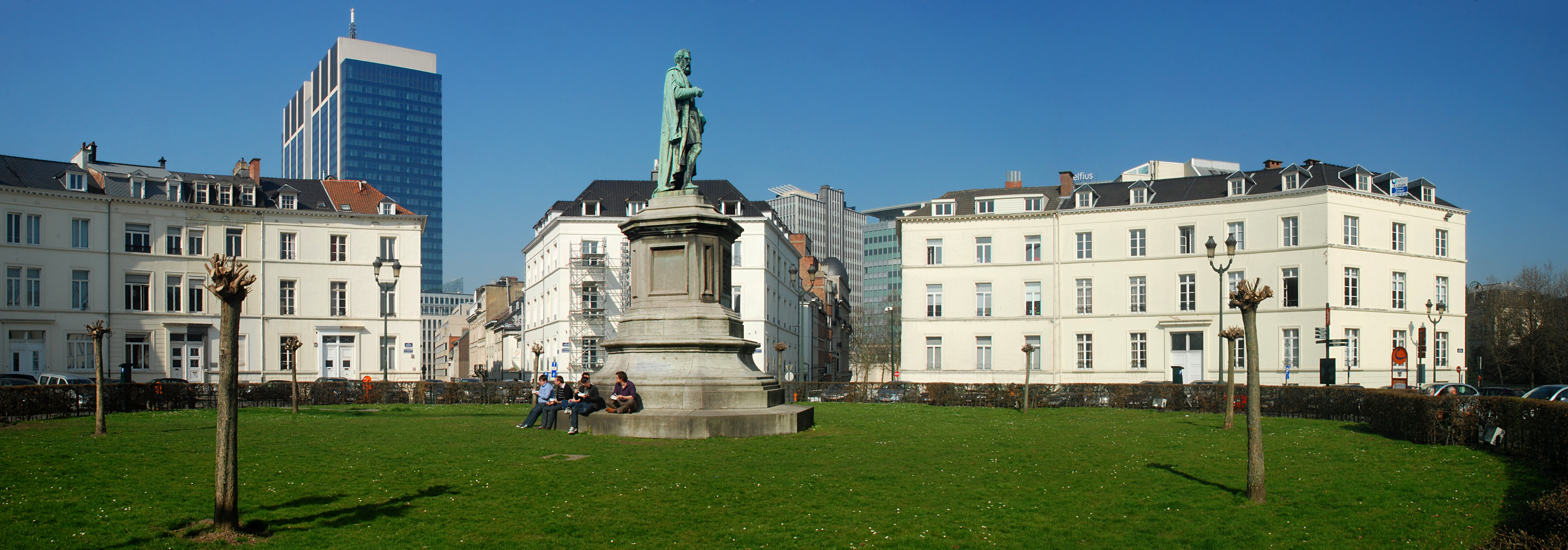
Het Barricadenplein met centraal het Vesaliusstandbeeld en rechts de opening naar de Bischoffsheimlaan.

De verkaveling van het plein voorzag in vijf huizenblokken, op te trekken door de individuele kopers. Naar het voorbeeld van het Sint-Michielsplein hadden kopers van percelen zich te houden aan strikte bouwvoorschriften, die hier zelfs voor alle woningen een identieke gevelbehandeling oplegden. Ook de bleke tint waarin de gevels geverfd moesten worden, was bij wijze van erfdienstbaarheid vastgelegd (staal gedeponeerd bij de stadsdiensten). De stijl was sober en strak, met als voornaamste decoratie de kroonlijst, de cordons tussen de verdiepingen, het hoofdgestel boven de deuren en de platte bossage van het benedenniveau.

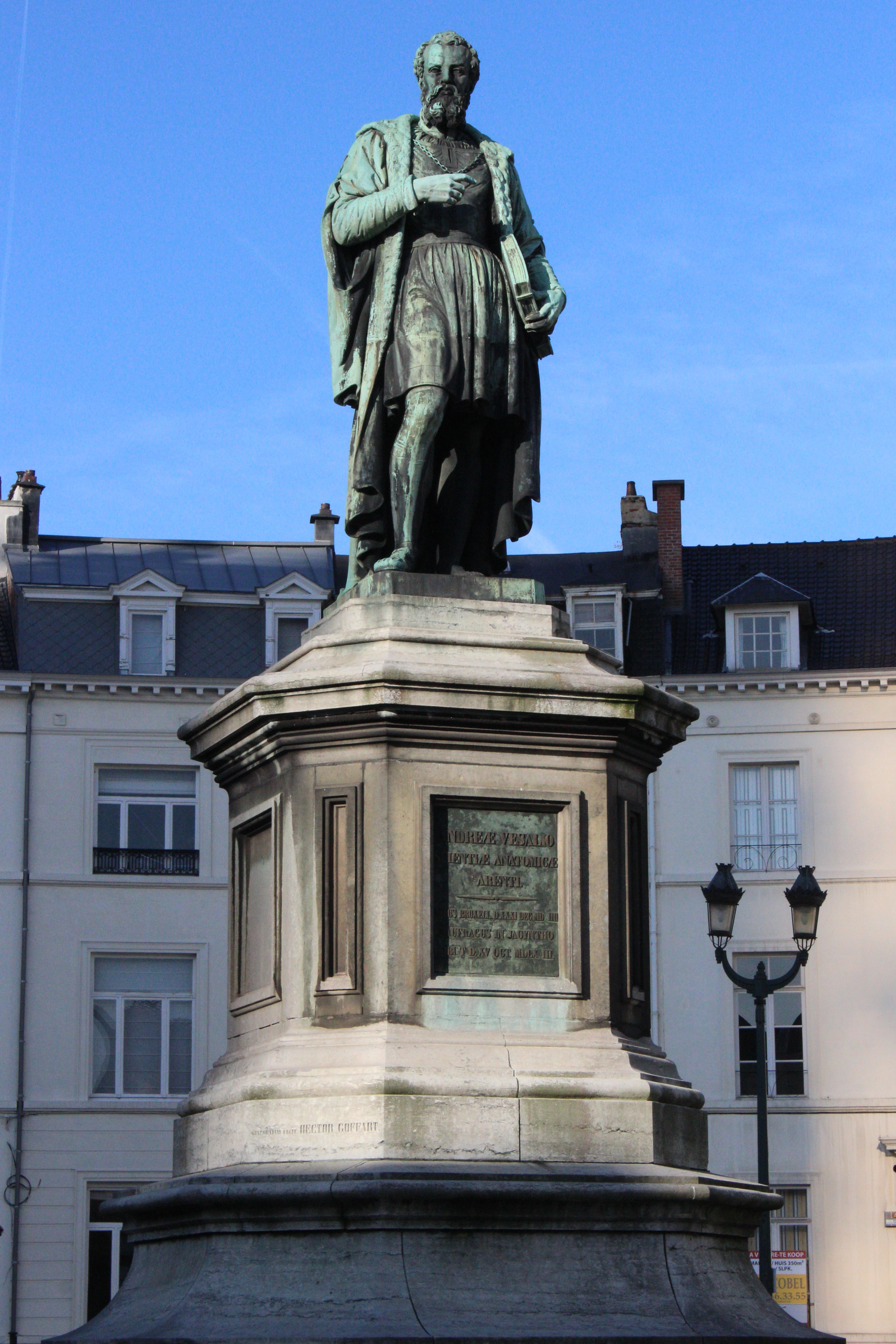
De bronzen Vesalius met zijn De humani corporis fabrica in de hand.

Een paar jaar nadat het plein gereed was brak de Belgische Revolutie uit en werd de naam veranderd in herinnering aan de opgeworpen barricaden, een gevechtstaktiek waarin Brussel sinds 1787 voorloper was en die tijdens de hevige gevechten van 1830 weer vruchtbaar was gebleken.
In februari 1830 had de École du Commerce et de l'Industrie zich op het plein gevestigd, een nieuwe vorm van onderwijs. De lithograaf Marcellin Jobard had er zijn woning. Hij eiste in 1839 vergeefs kleurenvrijheid op in Le Courrier belge en maakte in dat jaar ook de eerste foto van Brussel, maar dit beeld van het Barricadenplein is niet bewaard.

### Heraanleg met Vesalius
De lege vlakte werd rond het midden van de eeuw grondig heraangelegd, waardoor een einde kwam aan de populaire tweedehandsmarkt in karren en koetsen die twee keer per jaar op het Barricadenplein gehouden werd. Reeds op 31 december 1847 was het standbeeld van Andreas Vesalius plechtig onthuld door koning Leopold I. Het jonge België had nood aan helden en koos niet zelden voor wetenschappers. In Brussel was Vesalius na generaal Belliard de tweede persoon die door de memoriecultuur op een voetstuk werd geplaatst. De grote Brusselse anatoom was uitgehouwen door de Antwerpenaar Joseph Geefs en stond op een sokkel van Hector Goffart, waarin een loden koffer met geldstukken, medailles en memorabilia was verborgen. Errond kwam een groot grasplein, omgeven met hekken en lantaarns ontworpen door Joseph Poelaert in 1849.
Jean d'Osta verhaalt hoe een zwanzeur-journalist in 1916 de Kommandantur fopte: in een anonieme brief betichtte hij André Vésale, woonachtig op het Barricadenplein, van spionage. Een gewapend detachement kwam het plein afgrendelen en de huizen doorzoeken, zonder geloof te hechten aan de vrouw die hen het standbeeld aanwees.

### Verblijf van Victor Hugo
Een gedenkplaat op nr. 4 herinnert aan het verblijf van Victor Hugo op het Barricadenplein. De verbannen Franse schrijver huurde de woning op 31 oktober 1865 op naam van zijn zoon Charles. In 1868 overleed zijn vrouw Adèle Foucher er.
In de avond van 27 mei 1871 kwam notabele heethoofden Hugo belagen op het plein. Volgens de schrijver ging het om vijftig of zestig man, maar misschien waren het er eerder een vijftiental, onder wie in elk geval de zoon van minister Kervyn de Lettenhove. Die dag was een stuk van Hugo verschenen in L'Indépendance belge waarin hij kritiek had op de Belgische weigering asiel te verlenen aan de overwonnen communards van Parijs. Hij had zijn stuk besloten met te zeggen dat de vluchtelingen welkom waren in zijn huis: J'offre l'asile à Bruxelles, place des barricades n°4. De belagers gooiden zijn ruiten in en probeerden onder doodsbedreiging de deur in te beuken. Ook de volgende dag kwamen ze de afwezige schrijver uitjouwen. De regering besloot dat Hugo een gevaar voor de openbare rust was en zette hem op 30 mei het land uit.

### Hoofdkwartier van de Volksunie
De Vlaams-nationalistische partij Volksunie was lange tijd gevestigd op het nr. 12 van het Barricadenplein. In 1973 nam eerst het partijblad Wij zijn intrek in het gebouw, gevolgd door de studiedienst en het partijsecretariaat in 1976. Bij het uiteenvallen van de partij in 2001, gesymboliseerd door Jan Loones die na een tv-interview tegen de inrijpoort reed, werd de afspraak gemaakt dat het gebouw zou toekomen aan de groep die het meeste leden wist te overtuigen. Het werd Vlaams-Nationaal rond Geert Bourgeois, dat kort daarop de naam N-VA aannam. Eind 2004 stelde de N-VA het partijgebouw te koop, volgens voorzitter Bart De Wever omdat het "verloederd, zonevreemd en veel te groot" was.

## Beschrijving
Het cirkelvormige plein heeft voor een goed deel zijn oorspronkelijke aanzicht behouden. De sobere neoklassieke gebouwen zijn wit geverfd onder zadeldak. Veel huizen lijken drie of vijf traveeën breed, maar zijn in werkelijkheid dubbelwoningen verdeeld langs een centrale as. De dubbele deur in de as is meestal behouden, maar de vensters voor de gemene muur zijn soms uitgesplitst. Op sommige panden is een vierde bouwlaag toegevoegd. Het blok tussen de Omwentelingsstraat en de Noordstraat kreeg in 1876-77 een monumentaler uitzicht: korinthische pilasters, grotere ramen, gietijzeren balkons en een frontonbekroning.
Het plein is afgeschermd van de kleine ring door enkele rijen linden. Ze zijn aangeplant omstreeks het jaar 2000 om het systematisch wildparkeren op die plek tegen te gaan, weliswaar ten koste van het vroegere perspectief.

## Voetnoten
1. ↑  Het einde van de lieftallige chaos, De Standaard, 11 december 2004